# یواس‌اس دیلایت (۱۸۵۹)
یواس‌اس دیلایت (۱۸۵۹) (به انگلیسی: USS Daylight (1859)) یک کشتی بود که طول آن ۱۷۰ فوت (۵۲ متر) بود. این کشتی در سال ۱۸۵۹ ساخته شد.